# Onimusha: Way of the Sword
Onimusha: Way of the Sword (鬼武者 Way of the Sword) é um futuro jogo eletrônico de ação single-player de espada em terceira pessoa, desenvolvido e publicado pela Capcom. Way of the Sword é um novo título da série de jogos Onimusha da Capcom. Ambientado no Japão medieval do período Edo, o enredo gira em torno de um novo protagonista, Miyamoto Musashi, que lutará contra uma força maligna conhecida como Miasma enquanto ela tenta tomar Quioto. A Capcom usou o ator japonês Toshiro Mifune como modelo para o personagem Musashi. O lançamento está previsto para 2026 para PlayStation 5, Xbox Series X|S e Windows.

## Sinopse
"O histórico espadachim Miyamoto Musashi lutará contra uma força maligna conhecida como Miasma enquanto ela tenta tomar Quioto. Mergulhe em um banho de sangue marcado por intenso combate com espadas. Explore Quioto, a histórica capital japonesa do período Edo, corrompida por nuvens maléficas de Miasma. Cada cenário está envolto em mistério, perigo e intrigas. Lute contra monstruosidades do submundo conhecidas como Genma neste conto de fantasia sombria. Acompanhe a história de um samurai que empunha a Manopla Oni, um artefato místico que concede ao seu portador o poder de matar os Genma. Em meio a confrontos sangrentos e violentos, ele busca uma razão para lutar. Que destino o aguarda no fim de seu caminho?".

## Jogabilidade
Onimusha: Way of the Sword apresenta um sistema de combate acessível, mas técnico, centrado em duelos de espada com forte ênfase em ritmo, precisão e gerenciamento de recursos. Apesar de compartilhar elementos visuais com jogos do gênero Soulslike, como a coleta de almas de inimigos derrotados, o jogo se diferencia por oferecer uma abordagem mais direta e menos punitiva. A defesa conta com janelas generosas e bloqueio total contra ataques, permitindo que jogadores menos experientes também aproveitem a experiência, sem comprometer a profundidade para os mais habilidosos. 
O combate gira em torno de duas barras principais nos inimigos: uma de saúde e outra de resistência. Quando a resistência é esgotada, o inimigo entra em um estado de exaustão, tornando-se vulnerável a um movimento especial chamado "Break Issen", que executa o oponente de forma imediata com uma animação cinematográfica. Este ataque pode ser encadeado contra múltiplos inimigos, caso estejam simultaneamente exaustos.
O sistema de almas desempenha um papel central na jogabilidade. Inimigos derrotados liberam três tipos de almas: vermelhas, utilizadas para melhorias; azuis, que alimentam o Medidor de Poder Oni para liberar ataques especiais; e amarelas, que restauram a saúde do jogador. Esse ciclo de coleta e uso de almas cria uma dinâmica estratégica em que o jogador é recompensado por utilizar habilidades especiais nos momentos certos para maximizar recuperação e dano. O jogo também recompensa reflexos e precisão. Deflexões bem-sucedidas acumulam energia em um medidor especial que, ao ser preenchido, imbui a espada com faíscas que aumentam o dano. Jogadores que mantêm uma sequência consistente de defesas podem sustentar esse bônus por tempo indefinido, incentivando o domínio do tempo de combate.
Chefes apresentam variações únicas dentro dessas mecânicas. Em um duelo contra o chefe Sasaki Ganryu introduz uma versão alternativa do "Break Issen", com marcadores que, se atingidos corretamente, geram dano adicional ou recompensas em almas. Possui resposta tátil do combate, reforçada por efeitos visuais e sonoros marcantes. Cada confronto entre lâminas transmite peso e impacto, contribuindo para a imersão nos duelos samurais. A Capcom demonstrou um sistema de combate robusto, que equilibra acessibilidade, profundidade e estilo.

## Desenvolvimento
O projeto teve início por volta de 2020, com uma equipe dedicada da Capcom reunida para desenvolver a nova entrada da série. Diferente dos jogos anteriores, Way of the Sword propõe uma reinvenção do universo Onimusha, mantendo elementos essenciais como os clãs Genma, a Manopla Oni e a estética histórica japonesa, mas construindo um enredo e ambientação independentes, sem ligação direta com os títulos passados. Essa abordagem visa atrair tanto novos jogadores quanto fãs de longa data. O jogo está sendo desenvolvido com o RE Engine, motor gráfico proprietário da Capcom que também é utilizado em franquias como Resident Evil e Devil May Cry, garantindo um alto padrão visual e técnico. Em termos de estrutura, o jogo adota um formato linear, com fases sequenciais, mas oferece caminhos alternativos e áreas secretas para exploração, reforçando o foco em progressão direta e narrativa contínua, ao invés de adotar um mundo aberto.

## Marketing
Way of the Sword foi anunciado em 13 de dezembro de 2024, no evento The Game Awards 2024, com lançamento previsto para 2026. Em 6 de junho de 2025, um novo trailer com gameplay foi apresentado na Summer Game Fest. Em 19 de agosto de 2025, o jogo recebeu um novo trailer no evento Gamescom 2025. Também foi liberada um demo de trinta minutos para os que estavam presentes no evento.